# 新北市三峽區中園國民小學
新北市三峽區中園國民小學是新北市的一間市立國民小學，建校於2002年。綠色能源教育為學校經營之重點特色，校內設有太陽能光電設備、能源教室、雨水回收再利用系統、智慧電力網路系統等設施，並發展綠能之特色課程，於2010年獲得中華民國經濟部能源教育優良學校選拔全國傑出獎，為新北市一所重要的能源學校。

## 校址
- 新北市三峽區弘園街22號

## 沿革
因應三峽地區人口增加，為解決三峽國小增班壓力，並照顧偏遠地區的學生而設立，因緊鄰中園街，故命名為中園國民小學
- 1981年：由民義國小辦理第一次「三峽鎮文小三」校地徵收
- 1998年：介壽國小李進財校長擔任設校籌備主任。
- 1999年：首任校長賴連功先生就任，並著手規劃建校事宜。
- 2000年：7月8日由蘇貞昌縣長主持第一期校舍動土。
- 2001年：第一期校舍工程完工。
- 2002年：第一期後續工程完工，8月29日由三峽國小移撥學生，學校正式招生完成。
- 2007年：第二任校長曾雪嬌就任。
- 2009年：建置雨水回收再利用系統
- 2010年：建置4KW太陽光電系統及智慧電力網路系統、榮獲中華民國經濟部能源教育優良學校選拔全國傑出獎[3][4][5]

## 歷任校長
- 88~96年：賴連功
- 96~100年：曾雪嬌
- 100年~110年：賴添詢
- 111年～迄今：黃孟慧

## 歷任家長會長
- 91學年度：李鋆先
- 92學年度：劉美芳
- 93學年度：徐士峰
- 94學年度：王美滿
- 95學年度：林典
- 96學年度：廖俊宏
- 97學年度：陳建邦
- 98學年度：吳玟瑭
- 99學年度：李明奇
- 100學年度：陳俊雄
- 101學年度: 林淑美
- 102學年度: 林永孟[6]

## 傑出校友
- 張伯瑲：現任新北市三峽區三峽國民小學校長
- 陳學添：現任新北市樹林區大同國民小學校長
- 馬曉蓁：現任新北市新莊區裕民國民小學校長
- 李慧美: 現任新北市三峽區五寮國民小學校長